# Missione di San Ignacio Kadakaamán
La Missione di San Ignacio fu fondata dal gesuita missionario Juan Bautista de Luyando nel 1728, ove oggi sorge la città di San Ignacio, nel Messico, stato della Bassa California del Sud.
Il luogo per la futura missione fu individuato nel 1706 dal gesuita siciliano Francisco Maria Píccolo nella oasi di palme da datteri di Kadakaamán, nel territorio dei Cochimí.
La zona si dimostrò un luogo di alta produttività agricola e funse da base per la successiva espansione dei gesuiti nel centro della Penisola della California. L'impressionante chiesa rimasta fu costruita dal missionario domenicano Juan Gómez nel 1786. La missione fu definitivamente abbandonata nel 1840.